# Evode (poeta)
Evode (en llatí Evodus, en grec Εὔοδος) va ser un poeta grec autor de dos epigrames curts inclosos a l'Antologia grega. Podria ser el mateix personatge que Evode de Rodes, del temps de l'emperador Neró, esmentat per Suides. Un Evode era tutor de Calígula.